# Dones a flor de pell
Dones a flor de pell (títol original: Ainsi soient-elles) és una pel·lícula francesa de 1995 dirigida per Patrick Alessandrin i Lisa Azuelos (amb el pseudònim Lisa Alessandrin). Ha estat doblada al català

## Argument
1994, tres amigues: Alice qui somnia un gran amor, Marie que ja no hi creu i practica una sexualitat útil, i Jeanne, casada, que creu conjugar bé amor i sexe però se sent abandonada. Un bonic dia, la màquina es bloqueja: Alice perd les seves certeses, Marie queda tocada en ple cor, i Jeanne decideix rebutjar els límits...

## Repartiment
- Marina Delterme: Marie
- Amira Casar: Alice
- Florence Thomassin: Jeanne
- Vincent Cassel: Éric
- Geneviève Mnich: La mare d' Éric
- Marie Laforêt: La mare de Marie
- Marc de Jonge: Jean
- Jules Nassah: Rémi
- Natacha Lindinger: La jove a la terrassa
- Stéphane Boucher: El conductor del R.E.R.
- Thomas Kretschmann: Franck
- Jean-Philippe Écoffey: Marco
- Foued Nassah: (no surt als crèdits)
- Antoine Basler: (no surt als crèdits)

## Crítica
"Drama de fotografia acurada i diàlegs solts, que va rebre a França el qualificatiu de segona pel·lícula més gorrina de l'any"